# Håvard Gimse
Håvard Gimse (* 15. September 1966 in Kongsvinger) ist ein norwegischer Pianist.

## Leben
Håvard Gimse ist der Bruder des Cellisten und künstlerischen Leiters der Camerata Salzburg Øyvind Gimse. 
Håvard Gimse studierte an der Norwegischen Musikhochschule, dem Mozarteum in Salzburg und der Hochschule der Künste in Berlin bei Hans Leygraf. Nach seinem Diplom im Jahre 1995 setzte er seine Studien bei Jiri Hlinka in Norwegen fort. 
Er war Artistic Director des Festivals Elverum und hat derzeit die künstlerische Leitung des Oslo Chamber Music Festival inne. 
Håvard Gimse gibt regelmäßig Meisterkurse und ist Professor an der Musikhochschule Oslo.

## Auftritte
Håvard Gimse ist einer der führenden Musiker Norwegens. Sein sehr umfangreiches Repertoire umfasst u. a. mehr als 30 aufgeführte Klavierkonzerte, welche er beispielsweise zusammen mit dem Stockholm Philharmonic Orchestra, dem Oslo Philharmonic Orchestra, dem Bergen Philharmonic Orchestra, dem Finnish Radio Orchestra, dem Danish Radio Symphony Orchestra, dem Baltimore Symphony Orchestra, dem Birmingham Symphony Orchestra, dem Royal Scottish National Orchestra, dem Royal Liverpool Philharmonic Orchestra, dem Japan Philharmonic Orchestra, dem Prague Symphony Orchestra, dem Konzerthausorchester Berlin und dem belgischen National Philharmonic Orchestra zu Gehör gebracht hat. Er gibt regelmäßig auch Soloabende und arbeitet als Kammermusiker mit den besten Künstlern Skandinaviens zusammen.

## Auszeichnungen
Håvard Gimse ist der Gewinner des Steinway-Preises (1995), des Grieg-Preises (1996), des Sibelius-Preises (2004) und zuletzt des norwegischen Kritikerpreis 2011 für seine Aufführungen aller Beethoven-Sonaten mit Truls Mørk beim Bergen International Festival. Außerdem wurde ihm der Diapason d’or und der Gramophone Critics Choice verliehen.

## Diskografie
Håvard Gimse hat mehr als 30 CDs veröffentlicht, u. a. bei Naxos, Sony und Chandos.